# Nathan Horton
Nathan Horton (* 29. května 1985, Welland, Kanada) je bývalý kanadský profesionální hokejista, který V NHL hrál za týmy Boston Bruins, Columbus Blue Jackets a Florida Panthers.

## Osobní život
7. července 2007 se oženil s kanadskou modelkou Tammy Plante. Má dva syny - Dylana a Zacharyho

## Hráčská kariéra

### Juniorské ligy
Horton nastoupil do juniorského hokeje za Thorold Blackhawks. V jeho jediné sezoně s týmem nasbíral 16 gólů a 31 asistencí ve 41 zápasech. Před draftem OHL v roce 2001 uvedl, že pokud bude jedničkou draftu a tím pádem draftován týmem Mississauga IceDogs, nebude chtít za tým hrát. Tak ho raději IceDogs nechali a až jako druhého si ho vybrali Oshawa Generals. V nováčkovské sezoně si za Generals v 64 zápasech připsal 31 gólů a 36 asistencí.
Na začátku sezony 2002-03 přišel o 13 zápasů z dvaadvaceti, i přesto ale v tomto čase nasbíral 9 gólů a 18 bodů. Poté byl jmenován do širšího kádru kanadské juniorské reprezentace pro nadcházející mistrovství světa, ale byl jedním z prvních hráčů, které poslali domů. Byla to jeho poslední sezona v Oshawě a nasbíral 33 gólů a 35 asistencí ve čtyřiapadesáti zápasech.

### Vstupní draft NHL 2003
V lednu 2002 byl Horton společně s Patrickem O'Sullivanem a Kevinem Kleinem považován za jednoho z nejlepších hráčů z OHL. O jedenáct měsíců později, v prosinci stejného roku, ho deník USA Today nazval jako „téměř jistého hráče vybraného mezi prvními pěti na draftu 2003“. Uprostřed sezony 2002-03 ho scouti z NHL umístili právě do této kategorie. Skauti ho přirovnávali k Johnu LeClairovi, jednomu z nejlepších silových útočníků historie ligy. Horton ale uvedl, že by se spíše přirovnával k Jeremymu Roenickovi nebo Peteru Forsbergovi, oba tito hráči byli rychlejší než LeClair.
Florida Panthers byli původním majitelem prvního výběru v draftu, ale vyměnili ho do Pittsburgh Penguins. Ti si vybrali brankáře Marca-André Fleuryho, druhým hráčem na draftu byl Eric Staal, kterého si vybrali Carolina Hurricanes a jako třetí přišel na řadu právě Horton.

### Florida Panthers
S Panthers podepsal kontrakt 6. října 2003. Hned poté ho jeho nový kouč, Mike Keenan, srovnával s legendárním Markem Messierem.
24. října stejného roku si proti Minnesota Wild připsal svůj první bod v NHL a to asistenci na gól ruského útočníka Ivana Novoselceva. První gól vstřelil o týden později, 1. listopadu, proti San Jose Sharks. Další gól si připsal hned v dalším zápase, proti Los Angeles Kings. 9. ledna 2004 se stal prvním nováčkem v historii NHL, který vstřelil gól z trestného střílení, bylo to do sítě Jeffa Hacketta z Philadelphia Flyers. O tři sezony později, nováček týmu Pittsburgh Penguins, Jordan Staal ho překonal jako nejmladší hráč v historii, který skóroval z trestného střílení, byl pouze o 183 dní mladší než Horton. Čtyři dny po trestném střílení Nathana Hortona si Horton poranil sval v ruce a zranění mu málem ukončilo sezonu. V té době byl třetím nejlepším hráčem Panthers s 10 góly. Chirurg Tony Miniaci nakonec nedoporučil operaci a Horton se vrátil do hry na začátku března 2004 proti Tampa Bay Lightning. Jeho problémy s ramenem pokračovaly a vyžádaly si operaci. Horton si v nováčkovské sezoně zahrál 55 zápasů a připsal si 14 gólů a 8 asistencí.
Sezona 2004-05 se v NHL kvůli stávce nehrála a Horton musel, stejně jako zbytek hráčů podepsat smlouvu s někým jiným. Poté, co se diskutovalo, jestli se hráči pod 20 let musí vrátit do svých juniorských týmů nebo ne, se Horton rozhodl, že dá přednost farmářskému týmu Panthers v AHL, San Antonio Rampage. Po sedmi minutách v jeho druhém zápase za Rampage si připsal první gól v AHL, první asistence přišla později, byla to nahrávka na gól Gregoryho Campbella. 3. prosince 2004 vstřelil proti Houston Aeros oba góly svého týmu, který nakonec vyhrál v prodloužení.
Ve druhé sezoně za sebou mu vedení Panthers nedovolilo startovat za kanadskou juniorskou reprezentaci a tak byl jediným hráčem společně s houstonským obráncem Brent Burnsem, který nejel na mistrovství světa juniorů, i když ho tam chtěli. Pár dnů před rozhodnutím organizace Panthers si při bitce přivodil opět zranění ramene a opět musel na operaci. Ve 22 zápasech za Rampage si připsal 5 gólů a 4 asistence.
Na začátku sezony 2005-06 odpovídal na otázky o jeho problematickém rameni, že se cítí lépe a silněji. V zahajovacím utkání sezony proti Atlanta Thrashers vstřelil první gól Panthers v sezoně a vprůběhu několika dalších zápasů byl nejlepším střelcem týmu. 8. listopadu 2005 byl umístěn na listinu zraněných hráčů kvůli zranění kolena. 1. prosince hrál první zápas od zranění, proti Washington Capitals a hned vstřelil gól. Poté vstřelil 2 góly do sítě Chicago Blackhawks a ve statistikách stálo 10 gólů v 17 zápasech. 13. prosince, proti Nashville Predators, vstřelil svůj první hattrick. Přestože chyběl 10 zápasů kvůli zranění, po osmatřiceti zápasech měl stejně gólů jako Olli Jokinen, což bylo 16 a také nejvíce ze všech hráčů Panthers. V polovině ledna 2006 se konečně dostal do první lajny floridského týmu, i přesto se ale mluvilo o možné výměně do Vancouver Canucks, ke které nakonec nedošlo. V březnu ho trenér poprvé v kariéře postavil do jedné z formací hrajících oslabení. V jednasedmdesáti zápasech v sezoně si připsal 28 gólů a 19 asistencí.
Po sezoně 2005-06 mu vypršel jeho nováčkovský kontrakt. Panthers s ním podepsali novou smlouvu 12. července 2006 na jeden rok za 1,1 milionu dolarů. V sezoně se neshodl s trenérem Jacquesem Martinem, který ho postavil do čtvrté lajny. Po dobrých výkonech se Horton vrátil do první lajny k Jokinenovi a Ville Peltonenovi. Ve druhé sezoně za sebou se o něm mluvilo, že z Floridy odejde, protože není spokojený. Nakonec s Panthers zůstal a v 82 zápasech sezony si připsal 31 gólů a 31 asistencí.
Po sezoně, 21. června 2007, překvapivě podepsal novou, šestiletou smlouvu na 24 milionů dolarů. 5. dubna 2008 vstřelil svůj stý gól v NHL. Před startem sezony 2008-09, nový kouč Panthers, Peter DeBoer přemístil Hortona z pozice pravého křídla na pozici centra. 1. listopadu 2008 hrál proti Nashville Predators svůj třístý zápas v NHL. 26. listopadu se zranil a po somi zápasech, 17. prosince, se vrátil zpět do sestavy. Po zápase řekl, že se hra týmu pod novým koučem změnila a že se mu na Floridě začalo líbit. Před uzávěrkou přestupů se ale opět objevily spekulace o výměně, tentokrát do Chicago Blackhawks. O pár dní později musel jít na operaci se zraněným prstem. Sezonu ukončil s 22 góly a 23 asistencemi v 67 zápasech.

### Boston Bruins
22. června 2010 byl společně s Gregorym Campbellem vyměněn do Boston Bruins za Dennise Widemana, výběr v prvním kole draftu 2010 a výběr ve třetím kole draftu 2011.
V prvních dvanácti zápasech v dresu Bostonu zaznamenal sedm branek a šest asistencí. Nakonec skončil jako druhý v pořadí týmových střelců a čtvrtý v počtu přihrávek.
V prvním kole playoff vstřelil dva vítězné goly v prodloužení a pomohl tak k postupu přes Montreal. V sedmém semifinále proti Tampě dal jediný gól zápasu a rozhodl o tom, že si jeho tým zahraje finále Stanley Cupu.
Ve třetím finálovém utkání byl Horton tvrdě zasažen do hlavy hráčem Vancouveru Canucks Aaronem Romem. Útočník Bostonu ztratil vědomí, kterého nabyl až v sanitce. Diagnóza ukázala na těžký otřes mozku a Horton tak musel předčasně ukončit sezonu. I bez něj se ale Bostonu podařilo v sezoně 2010/2011 vyhrát Stanley Cup.
Horton za 21 zápasů ve vyřazovací části zaznamenal sedmnáct bodů za 8 gólů a 9 asistencí.
22. ledna 2012, Horton utrpěl otřes mozku opět, tentokrát to zavinil útočník Philadelphie Tom Sesito. Horton se do konce sezony neobjevil na ledě a tak odehrál pouze 46 zápasů ve kterých nasbíral 32 bodů. Boston skončil v základní části sezony 2011/2012 druhý, ale už v prvním kole playoff jej vyřadil tým Washingtonu.
Ve zkrácené sezoně 2012/2013 odehrál téměř všechny zápasy v základní části, ve kterých si připsal 22 bodů, v playoff jich zaznamenal dalších 12. Boston se dostal až do finále Stanley cupu, ale po slibném začátku série prohrál Hortonův tým třikrát v řadě a vítězem Stanleyova poháru se stal tým Chicaga.
Jelikož se Horton nedohodl na prodloužení smlouvy v Bostonu tak se stal volným hráčem.

### Columbus Blue Jackets
5. července 2013 Podepsal sedmiletý kontrakt v hodnotě 37,1 milionu dolarů s Columbusem. Kvůli zranění zad za ně ale odehrál pouze jednu sezónu. Jako dlouhodobě zraněný hráč, jehož plat se nepočítal do platového stropu, byl během sezony 2015/2016 vyměněn za Davida Clarksona do Toronta Maple Leafs, kde jeho kontrakt doběhl, aniž by za Maple Leafs nastoupil k jedinému utkání.

## Ocenění a úspěchy
- 2002 CHL – All-Rookie Tým
- 2002 OHL – První All-Rookie Tým
- 2003 CHL – Top Prospects Game

## Prvenství
- Debut v NHL – 9. října 2003 (Florida Panthers proti Carolina Hurricanes)
- První asistence v NHL – 24. října 2003 (Florida Panthers proti Minnesota Wild)
- První gól v NHL – 1. listopadu 2003 (Florida Panthers proti San Jose Sharks, ruskému brankáři Jevgenij Nabokov)
- První hattrick v NHL – 13. prosince 2005 (Florida Panthers proti Nashville Predators)

## Klubová statistika
| Sezóna       | Klub                  | Soutěž       |     | Základní část | Základní část | Základní část | Základní část | Základní část |    | Play off | Play off | Play off | Play off | Play off |
| Sezóna       | Klub                  | Soutěž       | Z   | G             | A             | B             | TM            | Z             | G  | A        | B        | TM       |          |          |
| 2000–01      | Thorold Blackhawks    | GHJHL        | 41  | 16            | 31            | 47            | 75            | —             | —  | —        | —        | —        |          |          |
| 2001–02      | Oshawa Generals       | OHL          | 64  | 31            | 36            | 67            | 84            | 5             | 1  | 2        | 3        | 10       |          |          |
| 2002–03      | Oshawa Generals       | OHL          | 54  | 33            | 35            | 68            | 111           | 13            | 9  | 6        | 15       | 10       |          |          |
| 2003–04      | Florida Panthers      | NHL          | 55  | 14            | 8             | 22            | 57            | —             | —  | —        | —        | —        |          |          |
| 2004–05      | San Antonio Rampage   | AHL          | 21  | 5             | 4             | 9             | 21            | —             | —  | —        | —        | —        |          |          |
| 2005–06      | Florida Panthers      | NHL          | 71  | 28            | 19            | 47            | 89            | —             | —  | —        | —        | —        |          |          |
| 2006–07      | Florida Panthers      | NHL          | 82  | 31            | 31            | 62            | 61            | —             | —  | —        | —        | —        |          |          |
| 2007–08      | Florida Panthers      | NHL          | 82  | 27            | 35            | 62            | 85            | —             | —  | —        | —        | —        |          |          |
| 2008–09      | Florida Panthers      | NHL          | 67  | 22            | 23            | 45            | 48            | —             | —  | —        | —        | —        |          |          |
| 2009–10      | Florida Panthers      | NHL          | 65  | 20            | 37            | 57            | 42            | —             | —  | —        | —        | —        |          |          |
| 2010–11      | Boston Bruins         | NHL          | 80  | 26            | 27            | 53            | 85            | 21            | 8  | 9        | 17       | 35       |          |          |
| 2011–12      | Boston Bruins         | NHL          | 46  | 17            | 15            | 32            | 54            | —             | —  | —        | —        | —        |          |          |
| 2012–13      | Boston Bruins         | NHL          | 43  | 13            | 9             | 22            | 22            | 22            | 7  | 12       | 19       | 14       |          |          |
| 2013–14      | Columbus Blue Jackets | NHL          | 36  | 5             | 14            | 19            | 24            | —             | —  | —        | —        | —        |          |          |
| Celkem v NHL | Celkem v NHL          | Celkem v NHL | 627 | 203           | 218           | 421           | 567           | 43            | 15 | 21       | 36       | 49       |          |          |